# Кікапу-Сайт-Файв (Канзас)
Кікапу-Сайт-Файв (англ. Kickapoo Site 5) — переписна місцевість (CDP) в США, в окрузі Браун штату Канзас. Населення — 59 осіб (2020).

## Географія
Кікапу-Сайт-Файв розташований за координатами 39°40′25″ пн. ш. 95°41′3″ зх. д. / 39.67361° пн. ш. 95.68417° зх. д. (39.673481, -95.684199).  За даними Бюро перепису населення США в 2010 році переписна місцевість мала площу 1,94 км², уся площа — суходіл.

## Демографія
Згідно з переписом 2010 року, у переписній місцевості мешкало 66 осіб у 20 домогосподарствах у складі 17 родин. Густота населення становила 34 особи/км².  Було 20 помешкань (10/км²).
Расовий склад населення:
| - 74,2 % — корінних американців - 16,7 % — білих |

До двох чи більше рас належало 9,1 %. Частка іспаномовних становила 0,0 % від усіх жителів.
За віковим діапазоном населення розподілялося таким чином: 33,3 % — особи молодші 18 років, 59,1 % — особи у віці 18—64 років, 7,6 % — особи у віці 65 років та старші. Медіана віку мешканця становила 28,5 року. На 100 осіб жіночої статі у переписній місцевості припадало 112,9 чоловіків;  на 100 жінок у віці від 18 років та старших — 120,0 чоловіків також старших 18 років.
Середній дохід на одне домашнє господарство  становив 35 596 доларів США (медіана — 29 583), а середній дохід на одну сім'ю — 40 688 доларів (медіана — 28 750). За межею бідності перебувало 3,0 % осіб, у тому числі 0,0 % дітей у віці до 18 років та 0,0 % осіб у віці 65 років та старших.
Цивільне працевлаштоване населення становило 16 осіб. Основні галузі зайнятості: виробництво — 62,5 %, публічна адміністрація — 37,5 %.